# Crosslauf-Weltmeisterschaften 1992
Die 20. Crosslauf-Weltmeisterschaften der IAAF fanden am 21. März 1992 im Franklin Park von Boston (Vereinigte Staaten) statt.
Die Männer starteten über eine Strecke von 12,53 km, die Frauen über 6,37 km, die Junioren über 7,8 km und die Juniorinnen über 4,005 km.

## Ergebnisse

### Männer

#### Einzelwertung
| Platz | Athlet           | Land | Zeit (min) |
| ----- | ---------------- | ---- | ---------- |
| 1     | John Ngugi       | KEN  | 37:05      |
| 2     | William Mutwol   | KEN  | 37:17      |
| 3     | Fita Bayisa      | ETH  | 37:18      |
| 4     | Khalid Skah      | MAR  | 37:20      |
| 5     | Richard Chelimo  | KEN  | 37:21      |
| 6     | Steve Moneghetti | AUS  | 37:23      |
| 7     | Dominic Kirui    | KEN  | 37:26      |
| 8     | William Sigei    | KEN  | 37:27      |

Von 233 gestarteten Athleten erreichten 219 das Ziel.
Teilnehmer aus deutschsprachigen Ländern:
- 30: Rainer Wachenbrunner (GER), 38:02
- 50: Heinz-Bernd Bürger (GER), 38:25
- 52: Dieter Baumann (GER), 38:29
- 78: Markus Graf (SUI), 38:46
- 79: Jens Karraß (GER), 38:46
- 110: Steffen Dittmann (GER), 39:14
- 111: Werner Schildhauer (GER), 39:15
- 117: Andrea Erni (SUI), 39:21
- 121: Martin Bremer (GER), 39:24
- 130: Hansjörg Brücker (SUI), 39:41
- 145: Arnold Mächler (SUI), 39:55
- 149: Sven Schottmann (GER), 39:58
- 157: Jürg Stalder (SUI), 40:03
- 167: Stéphane Franke (GER), 40:35

#### Teamwertung
| Platz | Land und Athleten                                                                                            | Gesamtpunktzahl und Einzelplatzierung |
| ----- | --- | ------------------------------------- |
| 1     | Kenia John Ngugi William Mutwol Richard Chelimo Dominic Kirui William Sigei Ondoro Osoro                     | 046 01 02 05 07 08 023                |
| 2     | Frankreich Thierry Pantel Bruno Le Stum Antonio Martins Pascal Thiébaut Jean-Louis Prianon Antonio Rapisarda | 145 09 010 012 021 045 048            |
| 3     | Vereinigtes Königreich Richard Nerurkar Eamonn Martin David Clarke Andy Bristow Paul Dugdale Mark Dalloway   | 147 015 017 020 026 033 036           |

Insgesamt wurden 22 Teams gewertet. Die deutsche Mannschaft belegte mit 432 Punkten den zwölften Platz.

### Frauen

#### Einzelwertung
| Platz | Athletin            | Land | Zeit (min) |
| ----- | ------------------- | ---- | ---------- |
| 1     | Lynn Jennings       | USA  | 21:16      |
| 2     | Catherina McKiernan | IRL  | 21:18      |
| 3     | Albertina Dias      | POR  | 21:19      |
| 4     | Vicki Huber         | USA  | 21:34      |
| 5     | Nadia Dandolo       | ITA  | 21:35      |
| 6     | Qu Yunxia           | CHN  | 21:36      |
| 7     | Sonia O’Sullivan    | IRL  | 21:37      |
| 8     | Jill Hunter         | GBR  | 21:39      |

Von 127 gestarteten Athletinnen erreichten 121 das Ziel.
Teilnehmerinnen aus deutschsprachigen Ländern:
- 21: Daria Nauer (SUI), 22:03
- 37: Nelly Glauser (SUI), 22:19

#### Teamwertung
| Platz | Land und Athletinnen                                                        | Gesamtpunktzahl und Einzelplatzierung |
| ----- | --------------------------------------------------------------------------- | ------------------------------------- |
| 1     | Kenia Susan Sirma Hellen Kimaiyo Kipkoskei Jane Ngotho Hellen Chepngeno     | 47 09 11 12 15                        |
| 2     | Vereinigte Staaten Lynn Jennings Vicki Huber Annette Peters Sylvia Mosqueda | 77 01 04 30 42                        |
| 3     | Äthiopien Luchia Yishak Merima Denboba Getenesh Urge Berhane Adere          | 96 10 20 28 38                        |

Insgesamt wurden 19 Teams gewertet.

### Junioren

#### Einzelwertung
| Platz | Athlet             | Land | Zeit (min) |
| ----- | ------------------ | ---- | ---------- |
| 1     | Ismael Kirui       | KEN  | 23:27      |
| 2     | Haile Gebrselassie | ETH  | 23:35      |
| 3     | Josephat Machuka   | KEN  | 23:37      |

Von 114 gestarteten Athleten erreichten 110 das Ziel.
Teilnehmer aus deutschsprachigen Ländern:
- 41: Oliver Wirz (SUI), 25:04
- 47: Steffen Brandis (GER), 25:11
- 53: Viktor Röthlin (SUI), 25:15
- 58: André Green (GER), 25:20
- 61: Heinz Lehmann (SUI), 25:23
- 66: Guido Streit (GER), 25:27
- 79: Thomas Fuchs (SUI), 25:44
- 96: Mark Ostendarp (GER), 26:31
- 104: Michael Lemmer (SUI), 27:11
- DNF: Dirk Berger (GER)
- DNF: Rico Hohenberger (GER)

#### Teamwertung
| Platz | Land und Athleten                                                          | Gesamtpunktzahl und Einzelplatzierung |
| ----- | -------------------------------------------------------------------------- | ------------------------------------- |
| 1     | Kenia Ismael Kirui Josephat Machuka Josephat Kiprono Samuel Otieno         | 18 01 03 04 10                        |
| 2     | Äthiopien Haile Gebrselassie Tegenu Abebe Gerbaba Eticha Tesgie Legesse    | 28 02 05 08 13                        |
| 3     | Japan Yasuyuki Watanabe Kazuhiro Kawauchi Masaki Yamamoto Daisuke Isomatsu | 90 07 12 32 39                        |

Insgesamt wurden 19 Teams gewertet. Die Schweizer Mannschaft belegte mit 234 Punkten den 13. Platz, die deutsche Mannschaft mit 267 Punkten den 15. Platz.

### Juniorinnen

#### Einzelwertung
| Platz | Athletin        | Land | Zeit (min) |
| ----- | --------------- | ---- | ---------- |
| 1     | Paula Radcliffe | GBR  | 13:30      |
| 2     | Wang Junxia     | CHN  | 13:35      |
| 3     | Lydia Cheromei  | KEN  | 13:43      |

Von 106 gestarteten Athletinnen erreichten 104 das Ziel.
Teilnehmerinnen aus deutschsprachigen Ländern:
- 25: Dörte Köster (GER), 14:20
- 26: Christine Hofmeier (SUI), 14:21
- 50: Constanze Effler (GER), 14:50
- 51: Marie-Luce Romanens (SUI), 14:51
- 58: Heike Hoffmann (GER), 14:58
- 60: Friederike Schmidt (GER), 14:59
- 69: Susanne Hornung (GER), 15:05

#### Teamwertung
| Platz | Land und Athletinnen                                                 | Gesamtpunktzahl und Einzelplatzierung |
| ----- | -------------------------------------------------------------------- | ------------------------------------- |
| 1     | Äthiopien Gete Wami Emebet Shiferaw Genet Gebregiorgis Kore Alemu    | 55 09 11 17 18                        |
| 2     | Rumänien Elena Cosoveanu Denisa Costescu Gabriela Szabo Ileana Dorca | 59 07 10 20 22                        |
| 3     | Kenia Lydia Cheromei Ruth Biwott Susan Chepkemei Pamela Chepchumba   | 59 03 13 16 27                        |

Insgesamt wurden 17 Teams gewertet. Die deutsche Mannschaft belegte mit 193 Punkten den elften Platz.